# Аль-Аттия, Нассер

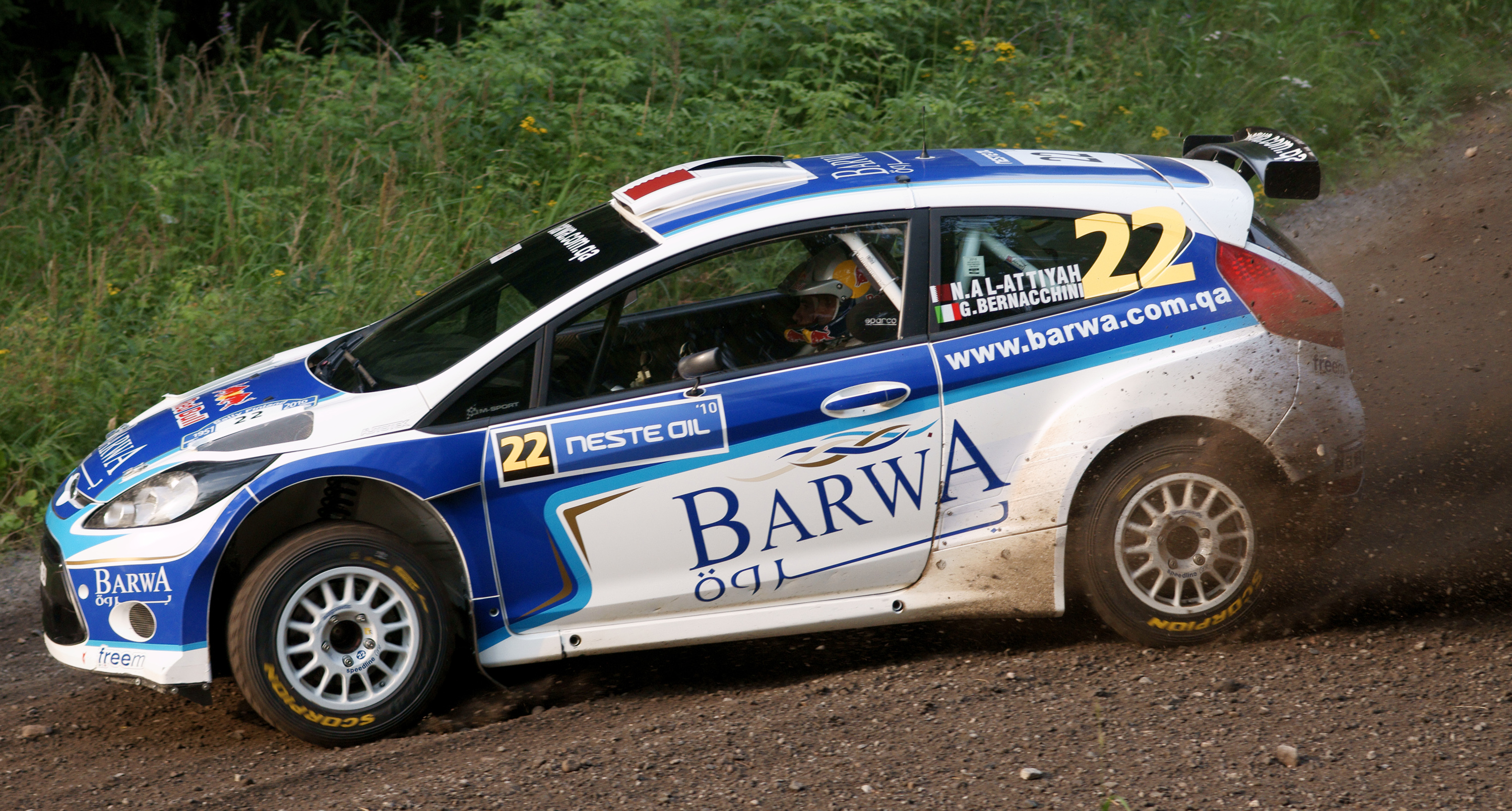
Аль-Аттия на Ралли Финляндии 2010 года

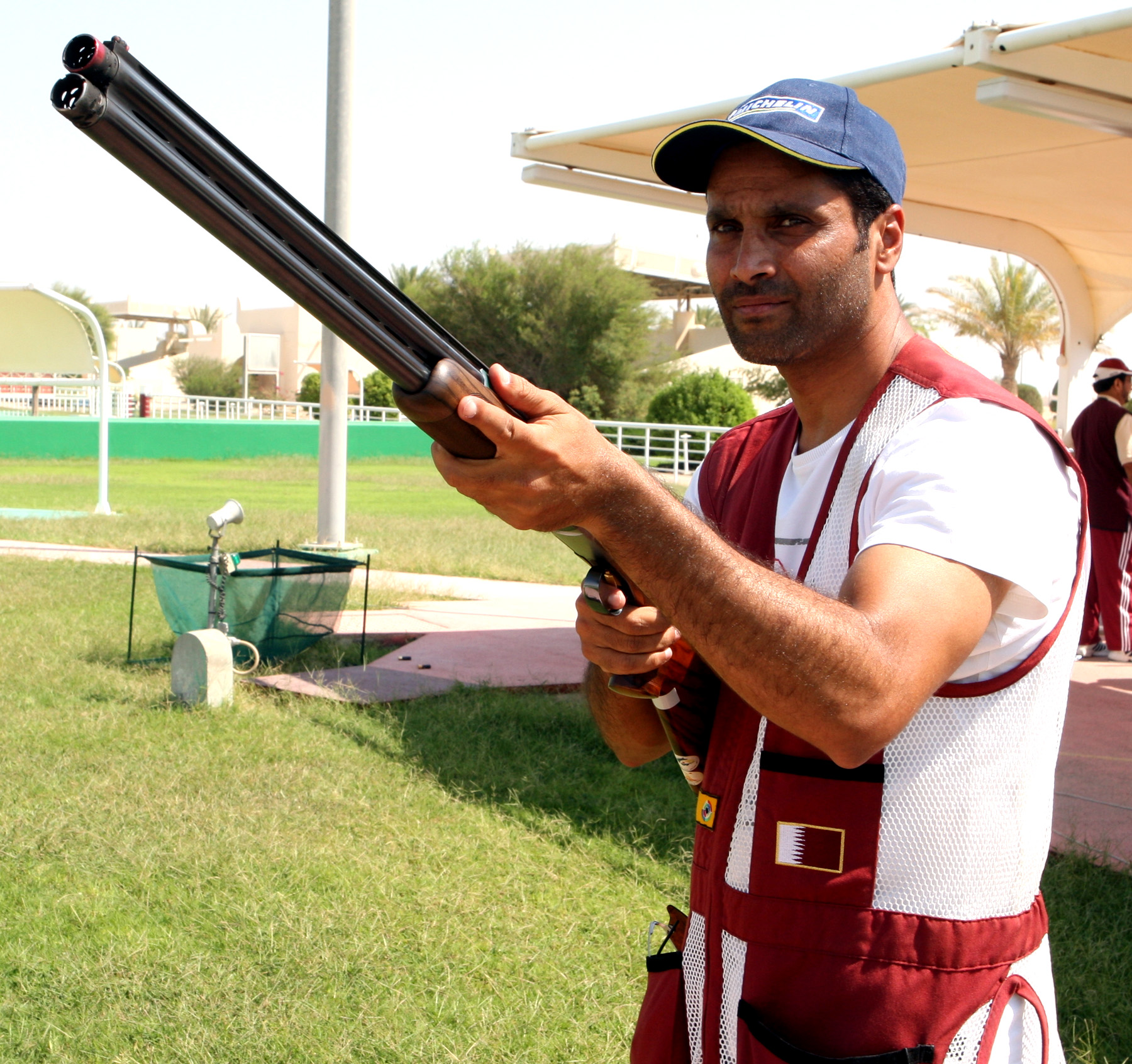
Нассер Аль-Аттия на тренировке по стрельбе

Нассер Аль-Аттия (полное имя: Нассер Салех Нассер Абдулла Аль-Аттия, араб. ناصر صالح ناصر عبدالله العطية‎, род. 21 декабря 1970 года, Доха) — катарский автогонщик (классическое ралли, ралли-рейды, SpeedCar) и стрелок, выступающий в ските. Участник 6 подряд летних Олимпиад (1996, 2000, 2004, 2008, 2012 и 2016), трижды попадал в финальную шестёрку. Пятикратный победитель ралли-марафона «Дакар» в зачёте внедорожников (2011 на Volkswagen, 2015 на Mini, 2019, 2022 и 2023 на Toyota), еще пять раз приходил на финиш вторым. Обладатель Кубка мира по ралли-рейдам 2008 и 2015 гг. Победитель чемпионатов мира по ралли 2006 года в категории PWRC и дважды в классе WRC-2 (в 2014 и 2015 годах).
В 2006 году Аль-Аттия был избран первым спортивным послом ООН.

## Автогонки
Аль-Аттия дебютировал на международной раллийной арене в 2004 году. Спустя 2 года он вместе со своим британским штурманом Крисом Паттерсоном завоевал титул чемпиона мира по классическому ралли в категории серийных автомобилей (P-WRC).
Кроме WRC, катарец традиционно принимает участие в чемпионате Ближнего Востока по классическому ралли. Он выигрывал ближневосточное первенство 8 раз: в 2003, 2005, 2006, 2007, 2008, 2009, 2011 и 2012 годах.
Во время Ралли Дакар 2009: Аргентина—Чили Нассер, будучи лидером автомобильного зачёта после шестого этапа, был дисквалифицирован судьями за пропуск девяти контрольных точек (в то время, как разрешается пропустить не более четырёх контрольных пунктов). Дисквалификация катарца позволила россиянину Леониду Новицкому стать лучшим представителем команды BMW X-Raid по итогам «Дакара» 2009 года.
13 февраля 2009 года Нассер Аль-Аттия дебютировал в азиатской шоссейно-кольцевой кузовной серии SpeedCar на «домашнем» автодроме Лусаил.
Весной 2009 года Нассер подписал контракт с заводской командой Volkswagen и продолжил выступать в ралли-рейдах, но уже с новым штурманом — Тимо Готтшальком из Германии. В январе 2011 года катарско-немецкий дуэт одержал победу в знаменитом ралли-марафоне «Дакар».
Летом 2011 года Аль-Аттия собирался продлить контракт с командой Volkswagen Motorsport, которая придёт в чемпионат мира по ралли в 2013 году. Однако сделка не состоялась, поскольку Нассер твёрдо намеревался выйти на старт «Дакара-2012», а руководство немецкого концерна отказалось предоставить ему автомобиль для участия в марафоне.
Аль-Аттия всё-таки стартовал на «Дакаре-2012». Он выступал на багги Hummer H3 в составе американской команды, возглавляемой Робби Гордоном. Катарцу не удалось защитить чемпионский титул — на девятом этапе он сошёл с дистанции из-за проблем с приводным ремнём генератора, которые возникли на его автомобиле.

## Стендовая стрельба
Аль-Аттия известен не только как автогонщик, но ещё и профессиональный стрелок, шесть раз подряд участвовавший в летних Олимпийских играх. Катарец выступает в стендовой стрельбе в дисциплине скит. Лучший результат Нассера на Олимпиадах — 3-е место в 2012 году в Лондоне, когда он в перестрелке выиграл бронзовую медаль у россиянина Валерия Шомина. Нассер неоднократно выигрывал чемпионаты Азии как в личном, так и командном зачёте скита.

## Результаты выступлений в автогонках

### Чемпионат мира по ралли
| Сезон | Категория | Команда                  | Автомобиль                                    | Штурман             | Победы | Подиумы | Место |
| ----- | --------- | ------------------------ | --------------------------------------------- | ------------------- | ------ | ------- | ----- |
| 2012  | WRC       | Qatar World Rally Team   | Citroen DS3 WRC                               | Джованни Берначчини | 0      | 0       | 12    |
| 2011  | S-WRC     | Barwa Rally Team         | Ford Fiesta S2000                             | Джованни Берначчини | 0      | 2       | 7     |
| 2010  | S-WRC     | Barwa Rally Team         | Ford Fiesta S2000 Škoda Fabia S2000           | Джованни Берначчини | 0      | 0       | 7     |
| 2009  | P-WRC     | Barwa Rally Team Autotek | Subaru Impreza STi N14                        | Джованни Берначчини | 2      | 3       | 3     |
| 2008  | P-WRC     | QMMF                     | Subaru Impreza WRX STi Subaru Impreza STi N14 | Крис Паттерсон      | 0      | 0       | НКЛ   |
| 2007  | P-WRC     | QMMF                     | Subaru Impreza WRX                            | Крис Паттерсон      | 0      | 1       | 9     |
| 2006  | P-WRC     | QMMF                     | Subaru Impreza WRX                            | Крис Паттерсон      | 2      | 4       | 1     |
| 2005  | P-WRC     | Nasser Al-Attiyah        | Subaru Impreza WRX STi                        | Крис Паттерсон      | 1      | 3       | 2     |
| 2004  | P-WRC     | Nasser Al-Attiyah        | Subaru Impreza WRX STi                        | Крис Паттерсон      | 0      | 1       | 7     |

### Ралли-марафон «Дакар»
| Год  | Класс      | Производитель   | Штурман        | Место | СУ |
| ---- | ---------- | --------------- | -------------- | ----- | -- |
| 2004 | Автомобили | Mitsubishi      | Марк Бартолом  | 10    | 0  |
| 2005 | Автомобили | BMW             | Ален Гюэннек   | Сход  | 0  |
| 2006 | Автомобили | BMW             | Ален Гюэннек   | Сход  | 0  |
| 2007 | Автомобили | BMW             | Ален Гюэннек   | 6     | 1  |
| 2009 | Автомобили | BMW             | Тина Тёрнер    | ДСК   | 3  |
| 2010 | Автомобили | Volkswagen      | Тимо Готтшальк | 2     | 4  |
| 2011 | Автомобили | Volkswagen      | Тимо Готтшальк | 1     | 4  |
| 2012 | Автомобили | Hummer          | Лукас Крус     | Сход  | 2  |
| 2013 | Автомобили | Demon Jefferies | Лукас Крус     | Сход  | 3  |
| 2014 | Автомобили | Mini            | Лукас Крус     | 3     | 2  |
| 2015 | Автомобили | Mini            | Матье Бомель   | 1     | 5  |
| 2016 | Автомобили | Mini            | Матье Бомель   | 2     | 2  |
| 2017 | Автомобили | Toyota          | Матье Бомель   | Сход  | 1  |
| 2018 | Автомобили | Toyota          | Матье Бомель   | 2     | 4  |
| 2019 | Автомобили | Toyota          | Матье Бомель   | 1     | 3  |
| 2020 | Автомобили | Toyota          | Матье Бомель   | 2     | 1  |
| 2021 | Автомобили | Toyota          | Матье Бомель   | 2     | 6  |
| 2022 | Автомобили | Toyota          | Матье Бомель   | 1     | 2  |
| 2023 | Автомобили | Toyota          | Матье Бомель   | 1     | 3  |
| 2024 | Автомобили | BRX             | Матье Бомель   | Сход  | 1  |

### Чемпионат мира по ралли-рейдам
| Год  | Автомобиль          | Класс    | 1        | 2        | 3       | 4       | 5       | Место | Очки |
| ---- | ------------------- | -------- | -------- | -------- | ------- | ------- | ------- | ----- | ---- |
| 2022 | Toyota GR DKR Hilux | T1       | ДАК 1    | АБУ 11   | МАР 3   | АНД 2   |         | 1     | 169  |
| 2023 | Toyota GR DKR Hilux | T1+      | ДАК 1    | АБУ Сход | СОН 1   | ДЕС 1   | МАР 15  | 1     | 205  |
| 2024 | Prodrive Hunter T1+ | Ultimate | ДАК Сход | АБУ 149  | ПОР 145 | ДЕС 244 | МАР 146 | 1     | 202  |

### SpeedCar Series
| Год     | Команда    | 1    | 2    | 3    | 4    | 5       | 6      | 7    | 8    | 9    | 10   | Место | Очки |
| ------- | ---------- | ---- | ---- | ---- | ---- | ------- | ------ | ---- | ---- | ---- | ---- | ----- | ---- |
| 2008-09 | Team Barwa | ДУБ1 | ДУБ2 | САХ1 | САХ2 | ЛУС1 10 | ЛУС2 9 | СЕП1 | СЕП2 | САХ3 | САХ4 | 17    | 0    |

## Результаты выступлений на Олимпийских играх — скит
- 1996 — 15-е место
- 2000 — 6-е место
- 2004 — 4-е место (выбил в финале 25 из 25, но в перестрелке за бронзу уступил 9-10 кубинцу Хуану Мигелю Родригесу)
- 2008 — 15-е место
- 2012 —  бронзовая медаль (в перестрелке за бронзу обошёл россиянина Валерия Шомина)
- 2016 — 31-е место